# Patschgenalm
Die Patschgenalm ist eine Alm in der Gemeinde Bad Gastein im österreichischen Bundesland Salzburg.

## Lage und Charakteristik
Die Patschgenalm befindet sich in der Ortschaft Bad Gastein, in der Katastralgemeinde Böckstein und im Nationalpark Hohe Tauern. Sie liegt an den östlichen Hängen des Honigleitenkogels in der Ankogelgruppe. Eine Almhütte steht auf einer Höhe von 1840 m ü. A. Sie wird als Höhkarhütte oder Hörkarhütte bezeichnet. Über die Alm fließt mit dem Höhkarbach ein Nebenbach des Anlaufbachs.
Auf der Patschgenalm wurden die Libellenarten Alpen-Mosaikjungfer (Aeshna caerulea) und Torf-Mosaikjungfer (Aeshna juncea) beobachtet. Rund um das Areal wechseln einander Latschen-Buschwälder und Bestände an Rostblättrigen Alpenrosen (Rhododendron ferrugineum) ab.

## Geschichte
Der Name Patschg kann einerseits auf das slawische Wort pasce für „Weideplatz“ verweisen und ist andererseits ein für Oberkärnten typischer Personenname, einschließlich des karantanischen Ortsnamensuffix -en.
Im von 1823 bis 1830 erstellten Franziszeischen Kataster ist die Patschgenalm noch nicht verzeichnet, nur eine südlich daran anschließende Hiekor Alpe mit zwei Gebäuden. Das genaue Erbauungsdatum der Höhkarhütte ist nicht bekannt. Da es sich um einen Steinbau handelt, dürfte sie schon seit längerer Zeit bestehen. Ihr Dach wurde im Jahr 1992 erneuert.